# Аламбік

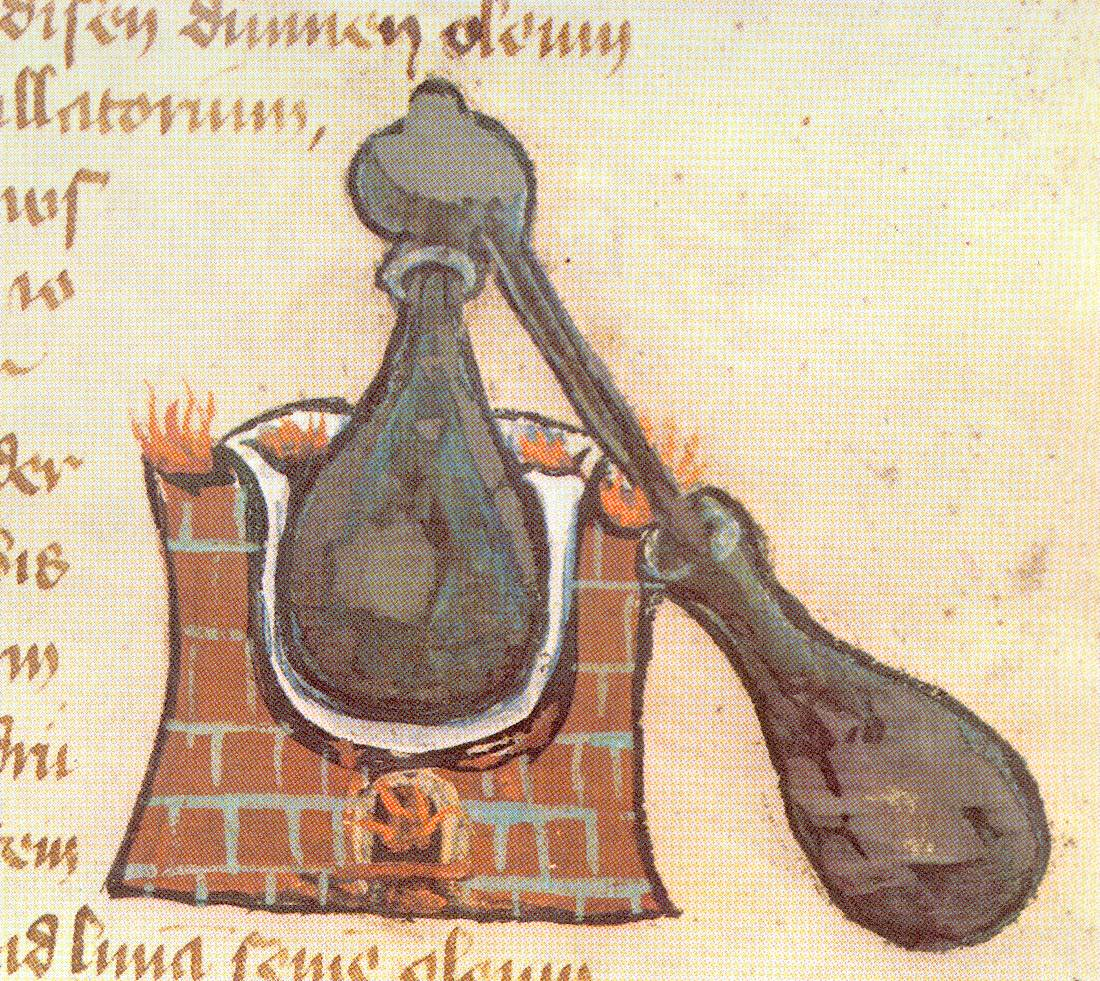
Аламбік з середньовічного манускрипту

Аламбі́к, ле́мбик, але́мбик (фр. alambic від араб. الإنبيق) — мідний перегінний куб особливої конструкції, призначений для дистиляції спирту. Конструктивно складається з конденсатора, шолома, труби для відводу пари і безпосередньо перегінного куба.

## Історія
В Європу прийшов з Єгипту, де за допомогою аламбіка переганяли воду та різноманітні смоли з метою отримання цілющих і косметичних олій.
При цьому араби використовували вертикальний різновид аламбіка — алькінар, в якому охолоджувач, як правило, розміщується зверху. Такий варіант аламбіка має в своїй конструкції сито з міді, а також спеціальну проміжну ємність, яка розміщена між шоломом і кубом. Для виготовлення ефірних олій алькінар є більш підходящим варіантом завдяки наявності ємності для сировини.

### XV—XVIст.
З розвитком в XV ст. алхімії, в якій досить часто використовувалася дистиляція, аламбіки отримали більш широке поширення в Європі. Пізніше завдяки аламбіку стрімко стала розвиватися парфумерна справа.
До кінця XVI ст. через перевиробництво вина стають гіршими за якістю і вмістом алкоголю, що робить неможливим їх тривале транспортування морем до країн Північної Європи. Для вирішення цієї проблеми голландці починають установку своїх перегінних пристроїв і намагаються дистилювати місцеві вина в brandwijn, або «палене вино», — аналог майбутнього бренді. До початку XVII ст. в господарствах Тонне-Шарант голландський аламбік був удосконалений французами, які почали експериментувати з подвійною перегонкою вина. Для цієї мети застосовувався особливий аламбік, розроблений майстрами з морського порту Тонне-Шарант. Таким чином з'явився новий продукт — винний дистилят, який під час перевезення морем вже не змінює свої якості. Пізніше розвиток технології призвів до появи коньяку.
Починаючи з XVI ст. у всіх розвинених європейських країнах починають займатися перегонкою спирту, який в подальшому застосовується як основа для найрізноманітніших алкогольних напоїв, що мають різні смакові якості. У тих зонах Європи, де виноград не росте з яких-небудь причин, в ролі сировини виступає кукурудза, зерно, картопля і навіть деякі екзотичні фрукти. Надалі алкогольна промисловість стала стрімко розвиватися, а самі самогонні апарати ставали значно більше. Залежно від регіонів застосування аламбіка мають деякі технологічні і зовнішні відмінності.
У XIX ст. сталася апарати отримали значні удосконалення в технічному плані, за рахунок чого вдалося підвищити не тільки рівень їх продуктивності, а й міцність одержуваного таким чином спирту.

### Сучасність
У першій половині XX ст. шотландець Роберт Штейн працює над конструкцією аламбіку, який зможе виконувати постійну перегонку.
В даний час перегінні апарати, виконані з високоякісної міді, застосовуються у виробництві коньяку й арманьяку. За рахунок абсорбційних властивостей міді отриманий спирт відзначається м'якістю та відсутністю неприємного запаху, зумовленого сивушними маслами, а округла форма апарату запобігає процесу скупчування винних суспензій по кутах ємності.
У деяких випадках для виготовлення деталей аламбіку, які не стикаються з сировиною, може використовуватися нержавіюча сталь. Це дозволяє спростити технологію виготовлення апарату.
Вихід спирту безпосередньо залежить від геометричних розмірів аламбіку. З цієї причини на промислових підприємствах переважно використовуються великогабаритні перегінні куби, найчастіше мають Шарантську конструкцію